# Louis Paul Cailletet

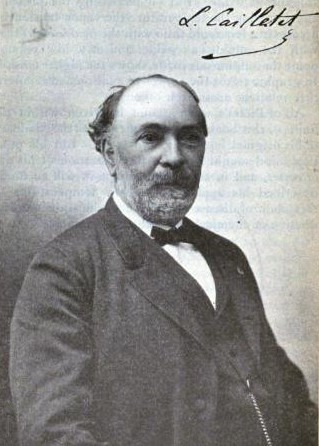
Louis Paul Cailletet

Louis Paul Cailletet (n. 21 septembrie 1832 - d. 5 ianuarie 1913) a fost un fizician și inventator francez, cunoscut mai ales pentru cercetările sale privind lichefierea gazelor.
Astfel, în 1877 reușește să producă oxigen lichid printr-o metodă diferită de cea propusă de fizicianul elvețian Raoul Pictet și aceasta aplicând efectul Joule–Thomson.
Alte studii efectuate de Cailletet: rezistența opusă de aer asupra corpurilor aflate în cădere, aparatele de respirat utilizate la altitudini înalte, îmbunătățirea altimetrului și studiul stratelor superioare ale atmosferei.